# Club Octavio Espinosa
Maillots
Dernière mise à jour : 15 août 2022.
Le Club Octavio Espinosa est un club péruvien de football basé à Ica.

## Histoire
Fondé à Ica le 21 mai 1923, le club reprend le nom du journaliste et aviateur Octavio Espinosa Gonzales, mort dans un accident d'avion le 14 février 1920. L'équipe se distingue à l'époque de l'amateurisme en remportant cinq fois d'affilée la ligue de district d'Ica entre 1961 et 1965, ce qui motive la Fédération péruvienne de football à l'inviter à disputer le championnat du Pérou en 1966, le premier ouvert à des équipes de province.
Pour sa première expérience en D1, l'Octavio Espinosa est relégué mais retrouve l'élite dès l'année suivante en terminant à la deuxième place lors de la Copa Perú 1967 (qui offrait trois accessits en D1). Sous la houlette de l'entraîneur paraguayen Miguel Ortega, l'équipe atteint la 5e place du championnat de 1968, son meilleur classement en D1, avant d'être à nouveau reléguée en 1971.
Après avoir disputé le championnat de 2e division en 1983, le club fait son retour en 1re division l'année suivante. Il atteint la 5e place en 1988 - égalant son meilleur classement en D1 - saison qui voit Alberto Mora devenir meilleur buteur du tournoi avec 15 buts. L'Octavio Espinosa se maintient en D1 jusqu'en 1991, année où il est définitivement relégué. 
Après deux saisons d'affilée en 2e division en 1992 et 1993, le club retourne dans sa ligue d'origine, la ligue de district d'Ica. Il atteint les 8e de finale de la Copa Perú - l'équivalent de la D3 péruvienne - en 2016 et 2019.

## Résultats sportifs

### Palmarès
| Compétitions nationales           | Compétitions régionales                                                        |
| - Copa Perú : - Finaliste : 1967. | - Ligue de la région d'Ica (5) : - Vainqueur : 1972, 1973, 1978, 1979 et 1981. |

### Bilan et records
- Saisons au sein du championnat du Pérou : 14 (1966-1971 / 1984-1991).
- Saisons au sein du championnat du Pérou D2 : 3 (1983 / 1992-1993).

## Structures du club

### Stade
L'Estadio José Picasso Peratta (en), d'une capacité de 8 000 places, accueille les rencontres de l'Octavio Espinosa et de son voisin, le Sport Victoria. L'enceinte porte le nom de José Picasso Peratta, maire d'Ica dans les années 1930.

## Personnalités historiques de l'Octavio Espinosa

### Joueurs

#### Anciens joueurs
Adolfo Donayre, célèbre défenseur péruvien des années 1950 et 1960, originaire d'Ica, termina sa carrière au sein de l'Octavio Espinosa en 1969. L'attaquant Alberto Mora est sacré meilleur buteur du championnat du Pérou en 1988 (15 buts marqués) sous les couleurs du club.

### Entraîneurs
| - Pablo Pasache (1966) - Roberto Reynoso (1967) - Miguel Ortega (1968) - Diego Agurto (1970) - Carlos Aparicio (1970) - Hernán Saavedra (1984) - Víctor "Kilo" Lobatón (1985-1988) - Raúl Martínez (1988) | - José Marín Lara (1990) - Oswaldo Arce (1991) - Raúl Martínez (1991) - José Gonzáles Luna (1997) - José Gonzáles Luna (2001) - Jesús Torrealba (2009) - Carlos Cortijo (2012-2013) - Alfonso Koc (2016) | - Eusebio Salazar (2017) - Pedro Miranda (2019) - Germán Carty (2019) - Pedro Miranda (2020) - Gerardo Calero (2021) - César Romano (2022-2023) |

## Culture populaire

### Rivalités
L'Octavio Espinosa entretient une rivalité locale avec le Sport San Martín, basé également à Ica. Ce derby est connu sous le nom de Clásico Iqueño. Mais le club a connu par le passé d'autres antagonismes, en particulier celui qui l'opposait au Jorge Chávez, club fondé dans la même rue que l'Octavio Espinosa. Les deux clubs portant le nom de deux aviateurs, cette rivalité était connue sous le nom de Clásico aviador (« le classique des aviateurs »). La disparition du Jorge Chávez mit fin à cette opposition.